# Steinchisma
Steinchisma (synoniemen: Cliffordiochloa, Fasciculochloa) is een geslacht uit de grassenfamilie (Poaceae). De soorten van dit geslacht komen voor in Afrika, Australazië, Noord-Amerika en Zuid-Amerika.

## Soorten
Van het geslacht zijn de volgende soorten bekend: 
- Steinchisma cupreum
- Steinchisma decipiens
- Steinchisma exiguiflorum
- Steinchisma spathellosum
- Steinchisma stenophyllum